# (48681) Zeilinger
Pour les articles homonymes, voir Zeilinger.
(48681) Zeilinger est un astéroïde de la ceinture principale.

## Description
(48681) Zeilinger est un astéroïde de la ceinture principale. Il fut découvert le 21 janvier 1996 à Linz par Erich Meyer et Erwin Obermair. Il présente une orbite caractérisée par un demi-grand axe de 2,44 UA, une excentricité de 0,14 et une inclinaison de 6,4° par rapport à l'écliptique.

## Compléments